# Дисоціація (психологія)
Дисоціа́ція — психічний процес, який належить до захисних механізмів психіки. В результаті дії цього механізму людина починає сприймати те, що відбувається з нею, так, ніби воно відбувається не з нею особисто, а з кимось іншим. Така «дисоційована» позиція захищає від надмірних, тяжких нестерпних емоцій.
Термін «дисоціація» ввів у кінці XIX століття французький психолог і лікар П'єр Жане.

## Опис
Дисоціація (в нормальному прояві) — реакція на психологічну травму, на сильні негативні емоції в умовах, що вимагають емоційної зібраності і контролю над власними діями. Переходячи до стану сприйняття поточних подій власного життя, ніби «збоку», людина має можливість тверезо оцінити їх, і як наслідок цього реагувати на загрозу з «холодним» розрахунком.
Цей механізм може застосовуватися деякими людьми для захисту не лише від дійсно складних і небезпечних ситуацій, що вимагають негайної тверезої оцінки, але і від простих щоденних, звичайнісіньких для інших людей ситуацій. Такі люди здаються виключно «холодними» і «холоднокровними».
Забезпечуючи здатність «тверезо» оцінювати будь-яку ситуацію, дисоціація часто блокує можливість адекватного сприйняття емоційної складової виниклої ситуації.
Особливо схильні до дисоціювання люди, які неодноразово перенесли (найчастіше в дитинстві) важкі психологічні травми: люди, що піддавалися насильству, пережили катастрофу тощо.
Дисоційовані особистості мають вищий рівень егоцентризму, тому що нездатні враховувати позиції інших при реалізації власних потреб. Серед захисних механізмів переважає раціоналізація. Людина намагається логічно пояснити, що інакше вчинити неможливо. Такий феномен часто називають «подвійною мораллю». Часто у таких осіб діагностується низький рівень здатності до рефлексії і самоаналізу, а також ідентифікації.